# Karlo Kudičini
Karlo Kudičini (ital. Carlo Cudicini; 6. septembar 1973) bivši je italijanski fudbalski golman. Karijeru je započeo 1993. godine u italijanskom fudbalskom klubu Komo, a sledeće godine je prešao u Milan. Nakon igranja za fudbalske klubove Prata, Lacio i Kastel di Sangra, prešao je u Čelsi za 230.000 evra.

## Spoljašnje veze
- Karlo Kudičini на веб-сајту Transfermarkt (језик: енглески)
- Karlo Kudičini на веб-сајту  (језик: енглески)